# グリフィスの定理

外心Oを通る直線上の点の垂足円は九円点上の定点Gを通る。

グリフィスの定理（グリフィスのていり、英: Griffiths' theorem）は、ジョン・グリフィスにちなんで名付けられた初等幾何学の定理である。三角形の外心を通る直線上の点の垂足円は定点を通る。この点は直線に対するグリフィス点（the Griffiths point）と呼ばれ、九点円上に位置する（グリフィス点X1373, X1374とは異なる）。

## 歴史
グリフィスの定理は1857年にジョン・グリフィスによって発見された。その後、1880年にヴェイユ、1889年にW. S. マッケイ、1906年にジョルジュ・フォントネーが再発見した。そのため、グリフィスの定理は第二フォントネーの定理とも呼ばれる。

## 一般化
ティモレオン・ルモワーヌは1904年にこの定理の一般化を示している（ルモワーヌの定理）。
定直線上の点の垂足円はある定円に直交する。
この円は直線の直極円である。直線が外心を通るとき、直極円は点に退化して、グリフィスの定理が従う。更なる一般化が1912年にV・ラマスワミ・エイヤール、1920年にラウル・ブリカールによって示されている。

## 関連
- 垂心
- 外接円錐曲線
- シムソンの定理
- ポンスレ束